# Фондезин, Андрей Петрович
Андрей Петрович Фондезин (фон Дезин) [ок. 1765 — до 1832] — капитан 1-го ранга (1814).
В ноябре 1777 поступил в Морской Корпус кадетом. В мае 1782 — гардемарин и адъютант своего родственника контр-адмирала Вилима Петровича Фондезина, мичман (октябрь 1782). Ежегодно плавал в Балтийском море (1783—1787). В 1786 произведен в лейтенанты галерного флота. Участвовал в Русско-шведской войне 1788—1790. В 1788 служил в эскадре Вилима Фондезина в Копенгагене, в 1789 — в эскадре адмирала Т. Г. Козлянинова. В 1790 ком. отрядом из 15 канонерских лодок, отличился в бою со шведской гребной флотилией у Биорке (1790). В 1792—1793 на фрегате «Михаил» перешел из Архангельска в Кронштадт.
В январе 1796 года был произведён в капитан-лейтенанты. В 1794—1800 годах командовал на Балтике катером «Северный Орел» и транспортным фрегатом «Боец», с 1800 — командир фрегата «Патрикий», награждён орденом Иоанна Иерусалимского. В 1803—1808 годах — капитан брандвахтенного фрегата «Феодосий» на ревельском рейде. В 1804 году награждён бриллиантовым перстнем и орденом Св. Георгий за 18 морских кампаний. В январе 1807 получил чин капитана 2-го ранга. В 1808—1814 — командир 35-го флотского экипажа. В феврале 1814 произведен в капитаны 1 ранга. В 1814—1815 командовал в Балтийском море линейными кораблями «Дрезден», «Ростислав», «Трех Святителей». В 1817—1818 в качестве капитана корабля «Три Святителя» плавал с эскадрой под командованием контр-адмирала А. фон Моллера в испанский порт Кадис. После продажи кораблей испанскому правительству на транспортном судне вместе с командой вернулся в Кронштадт. В 1818—1819 успешно командовал кораблями «Юпитер» и «Память Евстафия», плавал в Финском заливе. В 1821 награждён орденом Святого Владимира 4-й степени. В 1820—1823 командовал 21-м флотским экипажем в Кронштадте, в 1823—1825 — служил при Ревельской эскадре, выбыл из списков флота до 1832.
1. ↑  Общий Морской список. Часть V. Царствование Екатерины II. С-Ɵ. — СПб., 1890. — С. 268-270.